# Mieczysław Rasiej
Mieczysław Tadeusz Rasiej (ur. 1924, zm. 16 października 2007) – działacz polonijny i kombatancki, prezes Stowarzyszenia Wspólnot Polskich we Włoszech, założyciel i prezes Ogniska Polskiego w Turynie, współzałożyciel Centrum Kultury Polskiej w Londynie i Domu Jana Pawła II w Rzymie. 

## Życiorys
Urodził się w rodzinie Zygmunta, komendanta powiatowego w Brodach, i Heleny z Habilewiczów. Wywodzi się z rodziny polsko-litewskich zasad pochodzenia tartare z rosnąco ormiański i ruskie.
Po wybuchu II wojny światowej został przez okupanta sowieckiego deportowany wraz z rodziną na Syberię. W 1942 podczas formowania polskich wojsk w ZSRR wstąpił jako ochotnik do Armii Polskiej i jako żołnierz II Korpusu gen. Władysława Andersa uczestniczył w walkach we Włoszech, w tym m.in. w bitwie o Monte Cassino, oraz walkach na wybrzeżu adriatyckim i o wyzwolenie Bolonii. Służył w 1 Karpackim Pułku Artylerii Lekkiej, w stopniu plutonowego podchorążego.
Po zakończeniu działań wojennych podjął studia na Politechnice Turyńskiej, gdzie poznał swoją przyszłą żonę Renzę Cortinovis. Ukończył studia wyższe w dziedzinie inżynierii elektrotechnicznej. Był dyrektorem technicznym w firmie Nebiolo, dyrektorem w zakładach „Meccanica Sommariva” oraz dyrektorem, doradcą zarządu i konsultantem firmy Patelec.
W latach 80. organizował transporty z pomocą humanitarną przeznaczoną dla nielegalnie działającego podówczas „Solidarności”. Był założycielem Ogniska Polskiego w Turynie oraz jego prezesem od 1991, kiedy to zmarł dotychczasowy prezes inż. Jan Jaworski. Od 1996 pełnił funkcję prezesa Stowarzyszenia Polaków we Włoszech.

## Ordery i odznaczenia
- Krzyż Komandorski Orderu Odrodzenia Polski (2000)[1]
- Złoty Krzyż Zasługi Rządu Rzeczypospolitej na Uchodźstwie
- Krzyż Pamiątkowy Monte Cassino
- Złoty Medal „Zasłużony Kulturze Gloria Artis” (2007)[2]
- Złota Odznaka Skarbu Narodowego Rzeczypospolitej Polskiej[3]